# 130-й меридіан східної довготи
130-й меридіан східної довготи — лінія довготи, що лежить на 130 градусів східніше Гринвіцького меридіана. Вона проходить від Північного полюса через Північний Льодовитий океан, Азію, Тихий океан, Індійський океан, Австралазію, Південний океан та Антарктиду до Південного полюса.
130-й меридіан східної довготи формує велике коло разом із 50-тим меридіаном західної довготи.

## Список географічних об'єктів, що перетинає 130° сх. д.
Починаючи на Північному полюсі та рухаючись до Південного полюса, 130-й меридіан східної довготи проходить через:
| Координати                                                   | Країна, територія або море | Примітки |
| ------------------------------------------------------------ | -------------------------- | --- |
| 90°0′ пн. ш. 130°0′ сх. д. / 90.000° пн. ш. 130.000° сх. д.  | Північний Льодовитий океан | |
| 77°14′ пн. ш. 130°0′ сх. д. / 77.233° пн. ш. 130.000° сх. д. | Море Лаптєвих              | |
| 71°5′ пн. ш. 130°0′ сх. д. / 71.083° пн. ш. 130.000° сх. д.  | Росія                      | |
| 49°0′ пн. ш. 130°0′ сх. д. / 49.000° пн. ш. 130.000° сх. д.  | КНР                        | Хейлунцзян Цзілінь |
| 42°58′ пн. ш. 130°0′ сх. д. / 42.967° пн. ш. 130.000° сх. д. | Північна Корея             | |
| 42°0′ пн. ш. 130°0′ сх. д. / 42.000° пн. ш. 130.000° сх. д.  | Японське море              | |
| 33°27′ пн. ш. 130°0′ сх. д. / 33.450° пн. ш. 130.000° сх. д. | Японія                     | Проходить через острів Кюсю |
| 32°45′ пн. ш. 130°0′ сх. д. / 32.750° пн. ш. 130.000° сх. д. | Східнокитайське море       | |
| 32°23′ пн. ш. 130°0′ сх. д. / 32.383° пн. ш. 130.000° сх. д. | Японія                     | Проходить через острів Сімосіма[en] |
| 32°14′ пн. ш. 130°0′ сх. д. / 32.233° пн. ш. 130.000° сх. д. | Східнокитайське море       | Проходить східніше островів Кошікіджіма, Японія Проходить східніше острова Куросіма[en], Японія Проходить західніше острова Кутіноерабу, Японія |
| 30°0′ пн. ш. 130°0′ сх. д. / 30.000° пн. ш. 130.000° сх. д.  | Тихий океан                | Проходить східніше острова Кутіносіма[en], Японія                                                                                               |
| 28°21′ пн. ш. 130°0′ сх. д. / 28.350° пн. ш. 130.000° сх. д. | Японія                     | Проходить через острів Кікай |
| 28°18′ пн. ш. 130°0′ сх. д. / 28.300° пн. ш. 130.000° сх. д. | Тихий океан                | |
| 0°14′ пн. ш. 130°0′ сх. д. / 0.233° пн. ш. 130.000° сх. д.   | Море Хальмахера            | Проходить через численні острови Індонезії |
| 1°45′ пд. ш. 130°0′ сх. д. / 1.750° пд. ш. 130.000° сх. д.   | Індонезія                  | Проходить через острів Місоол |
| 2°1′ пд. ш. 130°0′ сх. д. / 2.017° пд. ш. 130.000° сх. д.    | Море Серам                 | |
| 2°59′ пд. ш. 130°0′ сх. д. / 2.983° пд. ш. 130.000° сх. д.   | Індонезія                  | Проходить через острів Серам |
| 3°29′ пд. ш. 130°0′ сх. д. / 3.483° пд. ш. 130.000° сх. д.   | Море Банда                 | Проходить через острови Банда |
| 6°18′ пд. ш. 130°0′ сх. д. / 6.300° пд. ш. 130.000° сх. д.   | Індонезія                  | Проходить через острів Серуа[de] |
| 6°19′ пд. ш. 130°0′ сх. д. / 6.317° пд. ш. 130.000° сх. д.   | Море Банда                 | |
| 7°42′ пд. ш. 130°0′ сх. д. / 7.700° пд. ш. 130.000° сх. д.   | Індонезія                  | Проходить через острів Давера[de] |
| 7°44′ пд. ш. 130°0′ сх. д. / 7.733° пд. ш. 130.000° сх. д.   | Тиморське море             | Проходить західніше острова Батерст, Північна Територія, Австралія                                                                              |
| 13°31′ пд. ш. 130°0′ сх. д. / 13.517° пд. ш. 130.000° сх. д. | Австралія                  | Північна Територія Південна Австралія |
| 31°35′ пд. ш. 130°0′ сх. д. / 31.583° пд. ш. 130.000° сх. д. | Індійський океан           | Австралія визнає цю акваторію частиною Південного океану[1][2]                                                                                  |
| 60°0′ пд. ш. 130°0′ сх. д. / 60.000° пд. ш. 130.000° сх. д.  | Південний океан            | |
| 65°59′ пд. ш. 130°0′ сх. д. / 65.983° пд. ш. 130.000° сх. д. | Антарктида                 | Проходить через Австралійську антарктичну територію (претендує Австралія)                                                                       |